# ۶۶۱ (میلادی)
۶۶۱ (میلادی) ششصد و شصت و یکمین سال تقویم میلادی است.

## رویدادها
صلح حسن و معاویه

## درگذشتگان
‎